# Alessio Cazzetta
Alessio Gino Cazzetta (* 26. Dezember 1988 in Aadorf) ist ein italienisch-südafrikanischer Fusion- und Jazzmusiker (Gitarre, Komposition).

## Leben und Wirken
Cazzetta begann mit acht Jahren Gitarre zu spielen. Er absolvierte zwei Jahre Berufsausbildung am Winterthurer Institut für aktuelle Musik (WIAM) und ein Jahr Vorstudium an der Jazzschule St. Gallen bei Peter Eigenmann. Im Juni 2012 absolvierte er an der Hochschule Luzern den Bachelor of Arts in Jazzgitarre. Nach einem Studienaufenthalt in Indien setzte er in Luzern sein Studium bei Frank Möbus, Ed Partyka und Nat Su fort.
Als Gitarrist und Komponist trat Cazzetta in Formationen wie dem Fischermanns Orchestra und Vendredi Soir Swing auf. Er gründete das Oktett Journey to Ouagadougou, leitete ein eigenes Trio namens Gazi Trio und das Sankhya Octet und konzertierte international in Clubs und auf Festivals, unter anderem beim Montreux Jazz Festival, Cairo Jazz Festival, Kathmandu Jazz Festival, Medellin Jazz Festival sowie in Japan.
Cazzetta arbeitete mit Musikern wie Vijay Iyer, Johannes Berauer, Craig Haynes, Franco Ambrosetti, Ed Partyka, Caleb Wheeler Curtis, Nat Su, Adem Karakoc, Marie Krüttli, Kanoa Mendenhall, Thea Soti, Nils Wogram oder Valentin Baumgartner. Im Jahr 2024 erschien sein Album Love, Death & the Eternal Blues mit einer internationalen Besetzung auf Unit Records. Es enthält laut SRF Musik, „die die Tradition ehrt und gleichzeitig den kostbaren Moment feiert, wo Jazz auf der Bühne immer wieder neu zum Leben erwacht.“ Als Sideman trat er mit Yumi Ito sowie in anderen Projekten auf.

## Diskographische Hinweise
- Sankhya Octet: Inner Worlds (2013)
- Sankhya Octet: 12:26 (2014)
- Sankhya Extended: Alaknanda River (2015)
- SPHNX: Transmutations (2021)
- Love, Death & the Eternal Blues (Unit Records 2024, mit David Binney, Fernando Brox, Iannis Obiols, Kuba Dworak, Iago Fernandez)